# Finlands självständighetsdag
Finlands självständighetsdag (på finska Suomen itsenäisyyspäivä) firas den 6 december. Dagen räknas som landets nationaldag och är flaggdag. Detta datum år 1917 förklarade Finland sig självständigt från Ryssland efter en månadslång process.
Bland de återkommande festligheterna denna dag finns den ekumeniska festgudstjänsten i Helsingfors som direktsänds i TV och andra gudstjänster kring landet, militärparad, konserter, fester arrangerade av kommunerna, studentkårernas fantåg till hjältegravarna på kvällen samt presidentens mottagning på slottet, med ett par tusen inbjudna ämbetsmän, diplomater och andra gäster, framförallt sådana som under året har gjort något särskilt för Finland eller presidenten annars vill uppmärksamma. Många finländare tänder två levande ljus i sina fönster på kvällen.

## Traditioner
Självständighetsdagen har en prägel av högtidlighet och fosterländskhet. En gudstjänst där presidenten och regeringen närvarar hålls i domkyrkan i Helsingfors. Dagspolitiken läggs åt sidan och tacksamhet över självständigheten genomsyrar firandet.

### Två ljus
Traditionen med två ljus i fönstret överfördes från hur allmänheten uppmärksammande nationalskalden Johan Ludvig Runebergs födelsedag 5 februari. I slutet av 1800-talet hade tända ljus i fönstret börjat symbolisera protester mot tidens förryskningsseder. Fönsterilluminationen var en etablerad nationalsed som enkelt kunde överföras till den nya självständighetsdagen 6 december på initiativ av det högersinnade Itsenäsyyden Liitto (Självständighetsförbundet). Under vissa perioder har traditionen ansetts representera en borgerlig fosterländskhet. Idag är det mer en tradition och ett personligt ställningstagande att tända två ljus i fönstret. I berättartraditionen finns det många tolkningar av sedens uppkomst och ljusens symbolik.

### Slottsbalen
Presidentens mottagning, slottsbalen, tevesänds och har höga tittarsiffror varje år. Det tog ett halvt sekel innan slottsbalen tog den form den har idag. Medborgarna fick större insyn i festligheterna till en början via direktsändning i radio (1949) och via tidningspressen som förmedlade bilder och stämningar. Redan på 1950-talet fanns tv-kameror på plats men endast valda delar sändes i efterhand. På 1980-talet inleddes direktsändningar som samlade en stor del av medborgarna framför tv:n. Coronaåret 2020 ordnades ingen mottagning på slottet utan ett alternativt program televiserades.

### Krigen och armén uppmärksammas
Fortsättningsvis har uppoffringarna för Finlands självständighet under vinterkriget och fortsättningskriget en framträdande roll i festligheterna. Sedan 1994 har krigsveteraner och senare också lottor, inbjudits till slottsbalen som hedersgäster. Presidenten delar ut statliga hederstecken och Finlands försvarsmakt befordrar officerare på självständighetsdagen. Filmen Okänd soldat från 1955 visas traditionellt på TV. Försvarsmaktens parad och uppvaktning vid hjältegravarna är också tecken på detta. I Helsingfors har studenterna tågat med facklor sedan 1951, med start från hjältegravarna på Sandudds begravningsplats.

### Alternativ och protester
Vid sidan av den högtidliga stämningen har man de senaste decennierna velat föra fram att självständigheten också är en glad sak. På svenska lyder hälsningsfrasen ”Glad självständighetsdag”. På många orter inbjuds skolornas fjärdeklassister av kommunledningen till en självständighetsfest. Festen består, i likhet med presidentens mottagning, av en hälsningsceremoni, program, dans och traktering.
För samhällets utsatta har först Veikko Hursti och efter hans död Heikki Hursti i årtionden arrangerat en självständighetsfest där det bjuds på mat och program. Motsvarande välgörenhetsfester ordnas också på andra håll i landet. På senare tid har även olika grupperingar demonstrerat på självständighetsdagen, nationalsocialister, främlingsfientliga grupperingar, anarkister, antifascister m.fl.

### Privat firande
Privat firar finländarna självständighetsdagen framför allt genom att följa med tv-sändningen från slottsbalen. Eftersom dagen är en fridag passar många även på att göra julförberedelser som att baka pepparkakor. Till självständighetsdagen saluförs blåvita ljus.[källa behövs]